# Flavian Kassala
Flavian Matinde Kassala (* 4. Dezember 1967 in Sumve, Mwanza, Tansania) ist ein tansanischer Geistlicher und römisch-katholischer Bischof von Geita.

## Leben
Flavian Kassala besuchte das Kleine Seminar des Bistums Musoma in Makoko, das Kleine Seminar des Bistums Mbulu in Sanu und das Propädeutikum des Bistums Geita in Kome. Anschließend studierte er Philosophie am Priesterseminar in Bukoba und Theologie am Priesterseminar in Tabora. Am 11. Juli 1999 empfing er das Sakrament der Priesterweihe für das Bistum Geita. Von 1999 bis 2002 war er Kaplan in Sengerema, von 2002 bis 2004 Lehrer und Spiritual am Kleinen Seminar in Sengerema. Von 2004 bis 2012 studierte er an der Pontificia Università Salesiana (UPS) in Rom und wurde dort zum Dr. theol. promoviert. Von 2013 bis 2015 unterrichtete er an der St. Augustine University of Tanzania (SAUT) in Arusha.
Am 28. April 2016 ernannte ihn Papst Franziskus zum Bischof von Geita. Die Bischofsweihe spendete ihm der Erzbischof von Mwanza, Jude Thadaeus Ruwa’ichi OFMCap, am 12. Juni desselben Jahres. Mitkonsekratoren waren der scheidende Apostolische Nuntius in Tansania, Erzbischof Francisco Montecillo Padilla, und der Bischof von Bunda, Renatus Leonard Nkwande,